# Thyrsostachys
Thyrsostachys is een geslacht van de tribus Bambuseae uit de grassenfamilie (Poaceae). De soorten van dit geslacht komen voor in gematigd en tropisch Azië.

## Soorten
Van het geslacht zijn de volgende soorten bekend: 
- Thyrsostachys oliveri
- Thyrsostachys siamensis